# Partit Demòcrata dels Estats Units
El Partit Demòcrata (en anglès, Democratic Party) és un dels dos principals partits polítics contemporanis dels Estats Units, juntament amb el Partit Republicà, el seu principal rival. Hereu del Partit Demòcrata-Republicà de Thomas Jefferson i James Madison, el Partit Demòcrata va ser fundat cap al 1828 pels partidaris d'Andrew Jackson, cosa que el converteix en el partit polític en actiu més antic del món.
El partit inclou una àmplia varietat de corrents ideològics, que van des del socialisme democràtic fins al conservadorisme moderat.

## Història

### Antecedents
El Partit Demòcrata va evolucionar a partir del Partit Demòcrata-Republicà organitzat per Thomas Jefferson i James Madison en oposició al Partit Federalista. El Partit Demòcrata-Republicà afavoria el republicanisme, un govern federal feble, els drets dels estats, els interessos agraris (especialment els plantadors del sud) i l'estricta adhesió a la Constitució. El partit s'oposava a l'establiment d'un banc nacional i a la Gran Bretanya, afavorint els principis de la revolució Francesa. Després de la guerra anglo-americana de 1812-1815, els Federalistes pràcticament van desaparèixer i l'únic partit polític nacional que va quedar van ser els Demòcrata-Republicans, que eren propensos a fragmentar-se al llarg de línies regionals. L'era del govern d'un sol partit als Estats Units, coneguda com l'era dels Bons Sentiments, va durar des del 1816 fins al 1828, quan Andrew Jackson va esdevenir president. Durant i després de les eleccions presidencials de 1824, el Partit Demòcrata-Republicà es va dividir entre partidaris i opositors de la democràcia jacksoniana, donant lloc al segon sistema de partits. Jackson i els seus partidaris van fundar un nou partit que va acabar sent el Partit Demòcrata. John Quincy Adams i Henry Clay van fundar el Partit Nacional-Republicà. Pocs anys després el partit d'Adams i Clay fracassà i desaparegué; però molts dels seus membres, encapçalats per Clay, fundarien el Partit Whig dels Estats Units, que al seu torn seria el precursor de l'actual Partit Republicà dels Estats Units.

### El partit Demòcrata
Jackson i Martin Van Buren van treballar amb aliats de cada estat per formar un nou Partit Demòcrata a nivell nacional. A la dècada de 1830, el Partit Whig es va convertir en el principal rival dels Demòcrates.
Abans de 1860, el partit donava suport a una sobirania governamental i estatal limitada, mentre s'oposava a un banc nacional i als aranzels elevats. A finals del segle xix, va continuar oposant-se als aranzels alts. A principis del segle xx, va donar suport a les reformes progressistes i es va oposar a l'imperialisme.

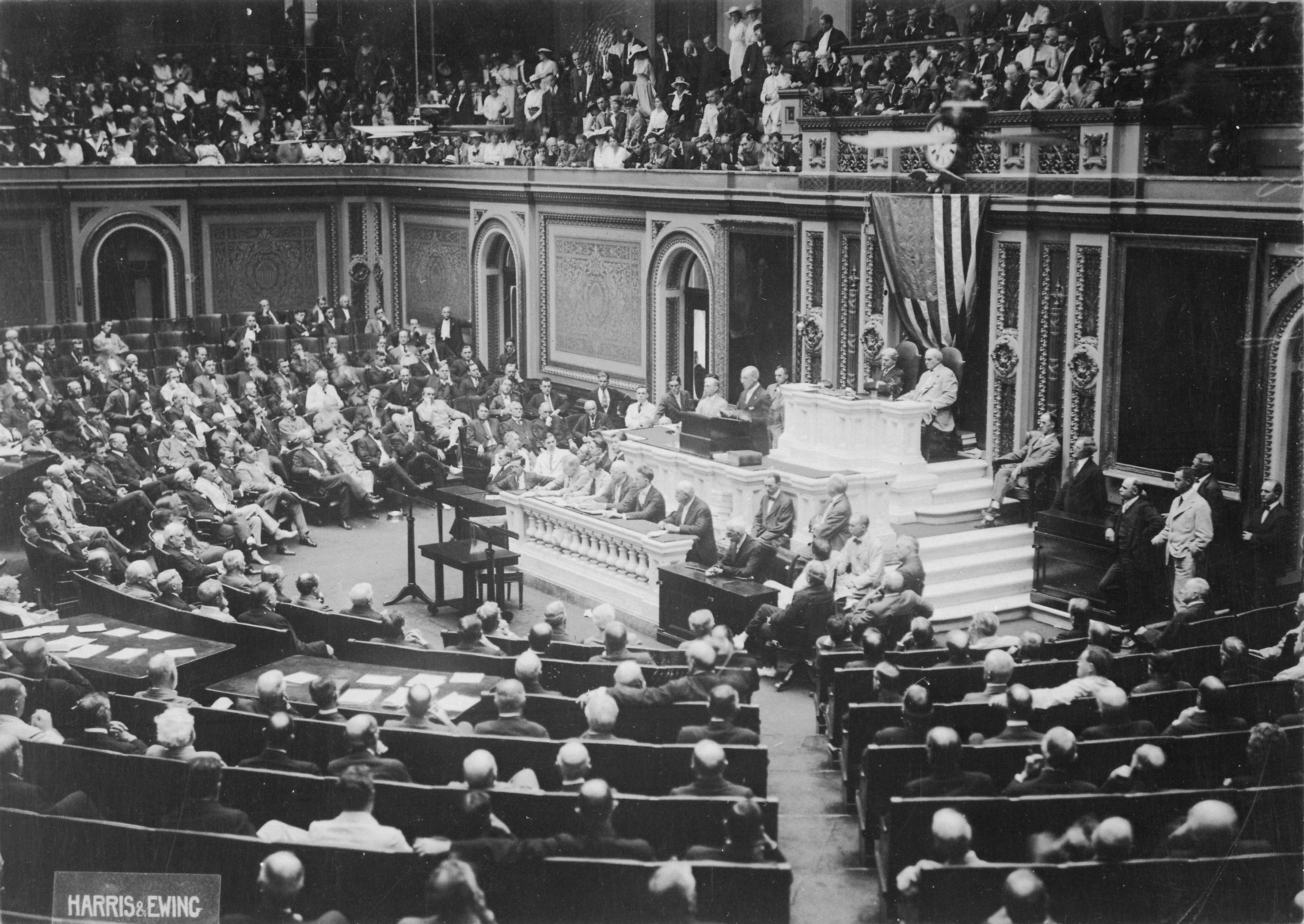
El president Wilson davant del Congrés anunciant el trencament oficial de relacions amb Alemanya, 3 de febrer de 1917.

La presidència de Woodrow Wilson fou marcada per l'intervencionisme vers Iberomèrica, intervenint a Mèxic per fer dimitir el general colpista Huerta el 1914; el 1915 a Haití un cop assassinat el president Sam; el 1916 novament a Mèxic per la crida i cerca del bandoler Pancho Villa, intervenció que durà fins al 1917; el 1916 a la República Dominicana per establir l'ordre, fins al 1924. Realitzà polítiques socials com l'establiment de les 8 hores de treball així com el Servei Nacional de Parcs Nacionals, afavorí la inserció de la minoria jueva a la vida política amb la designació del primer magistrat d'origen jueu. El 1917 instituí el servei militar obligatori, que no havia tingut els EUA des de la Guerra de Secessió, i instaurà la prohibició de fabricació, transports i venda d'alcohol, iniciant-se així l'anomenada Llei seca. Inicialment neutral en la Primera Guerra Mundial, va demanar al Congrés una declaració de guerra el 2 d'abril de 1917 que va signar la tarda següent. El 8 de gener de 1918 Wilson pronuncià al Congrés estatunidenc la llista de catorze punts de Wilson, condició necessària per a l'obtenció de la pau.
Des de la dècada de 1930, Franklin D. Roosevelt i la seva coalició cel New Deal, el Partit Demòcrata ha defensat majoritàriament una ideologia social liberal. El New Deal va atreure un fort suport al partit per part dels immigrants europeus recents, molts dels quals eren catòlics amb residència a les ciutats, però va provocar una pèrdua de votants de l'ala conservadora i pro-empresarial del partit. Després de la Llei de drets civils de 1964 i la Llei de drets de vot de 1965, les bases fonamentals dels dos partits principals del país van canviar: els estats del sud es van tornar més fermament republicans en la política presidencial i els estats del nord-est van reforçar les posicions demòcrates. El moviment sindical es va reduir després dels anys setanta, tot i que la classe obrera continua sent un component important de la base demòcrata.

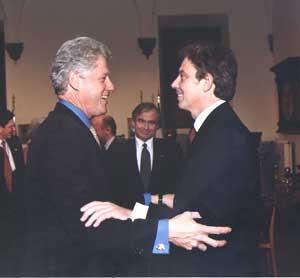
Bill Clinton i Tony Blair, impulsors de la Tercera Via.

L'elecció de Bill Clinton a les eleccions presidencials dels Estats Units de 1992 va marcar un canvi per al partit cap al centrisme i la Tercera Via com a resposta als dubtes teòrics sobre la viabilitat econòmica de les polítiques d'intervencionisme econòmic popularitzades pel keynesianisme i que havien perdut popularitat arran de l'estagflació a les crisis de la dècada de 1970 i l'auge del liberalisme econòmic i la Nova Dreta. canviant la seva postura econòmica cap a polítiques basades en el mercat. Barack Obama, president entre 2009 i 2017 va supervisar l'aprovació per part del partit de la Llei d'Assistència Mèdica Assequible el 2010. Hillary Clinton, candidata demòcrata a les eleccions presidencials dels Estats Units de 2016 fou derrotada per Donald Trump.
Joe Biden va vèncer a les eleccions presidencials dels Estats Units de 2020 al president titular Donald Trump, però en les eleccions presidencials dels Estats Units de 2024 la pressió del seu partit el va fer renunciar a la candidatura a la reelecció el 21 de juliol donant suport a Kamala Harris, que va recuperar el republicà Donald Trump.

## Ideologia

L'ase i el color blau són dos dels símbols del partit.

Les persones que viuen a zones urbanes, les dones, els graduats universitaris i els mil·lennials, a més de les minories sexuals, religioses i racials, tendeixen a donar suport al Partit Demòcrata.
La filosofia de liberalisme modern del Partit Demòcrata combina les nocions de llibertat civil i igualtat social amb el suport a una economia mixta. Al Congrés, el partit actua com a partit d'arreplega amb ales centristes, progressistes i conservadores. La reforma del govern corporatiu, la protecció del medi ambient, el suport a la mà d’obra organitzada, l’ampliació de programes socials, la matrícula universitària assequible, l’atenció sanitària universal, la igualtat d’oportunitats i la protecció del consumidor formen el nucli ideològic de l’agenda econòmica del partit. En matèria social, defensa la reforma del finançament de campanya, els drets LGBT, la reforma de la justícia penal, la reforma del sistema en matèria d'immigració, l'aplicació de lleis de possessió d'armes més estrictes, el dret a l'avortament i la legalització de la marihuana.

## Càrrecs de poder
Un total de 16 demòcrates han ocupat la presidència dels Estats Units, inclòs l'expresident Joe Biden. Des de 2021, el partit té el control de tots els poders executius i legislatius a nivell federal: ocupa la presidència, la vicepresidència i les majories tant a la Cambra de Representants com al Senat dels Estats Units. A més, ocupa 23 governacions estatals, té majoria a 18 cambres legislatives estatals i ostenta l'alcaldia de la majoria de ciutats importants. Pel que fa al poder judicial, tres dels nou jutges del Tribunal Suprem dels Estats Units van ser nomenats per presidents demòcrates.

## Presidents dels Estats Units del Partit Demòcrata
| Núm. | Nom                               | Estat d'origen | Temps a la Presidència |
| ---- | --------------------------------- | -------------- | ---------------------- |
| 7è   | Andrew Jackson (1767–1845)        | Tennessee      | 1829-1837              |
| 8è   | Martin Van Buren (1782–1862)      | Nova York      | 1837-1841              |
| 11è  | James K. Polk (1795–1849)         | Tennessee      | 1845-1849              |
| 14è  | Franklin Pierce (1804–1869)       | Nou Hampshire  | 1853-1857              |
| 15è  | James Buchanan (1791–1868)        | Pennsilvània   | 1857-1861              |
| 17è  | Andrew Johnson (1808–1875)        | Tennessee      | 1865-1869              |
| 22è  | Grover Cleveland (1837–1908)      | Nova York      | 1885-1889              |
| 24è  | Grover Cleveland (1837–1908)      | Nova York      | 1893-1897              |
| 28è  | Woodrow Wilson (1856–1924)        | Nova Jersey    | 1913-1921              |
| 32è  | Franklin D. Roosevelt (1882–1945) | Nova York      | 1933-1945              |
| 33è  | Harry S. Truman (1884–1972)       | Missouri       | 1945-1953              |
| 35è  | John F. Kennedy (1917–1963)       | Massachusetts  | 1961-1963              |
| 36è  | Lyndon B. Johnson (1908–1973)     | Texas          | 1963-1969              |
| 39è  | Jimmy Carter (1924)               | Geòrgia        | 1977-1981              |
| 42è  | Bill Clinton (1946)               | Arkansas       | 1993-2001              |
| 44è  | Barack Obama (1961)               | Illinois       | 2009-2017              |
| 46è  | Joe Biden (1942)                  | Delaware       | 2021-2025              |